# Hendrik Dreekmann
Hendrik Dreekmann, né le 29 janvier 1975 à Bielefeld, est un joueur de tennis allemand.
Il est apparu pour la première fois au classement ATP le 10 juin 1991, à la 1052e place. Sa meilleure position est 39e, le 30 septembre 1996. Il fut classé dans le Top 100 durant 210 semaines.

## Palmarès

### Finales en simple (2)
| No | Date       | Nom et lieu du tournoi             | Catégorie    | Dotation  | Surface    | Vainqueur     | Score         |  |
| -- | ---------- | ---------------------------------- | ------------ | --------- | ---------- | ------------- | ------------- |  |
| 1  | 28-03-1994 | South African Open, Sun City       | World Series | 288 750 $ | Dur (ext.) | Markus Zoecke | 6-4, 6-1      |  |
| 2  | 23-09-1996 | Davidoff Swiss Indoors Basel, Bâle | World Series | 975 000 $ | Dur (int.) | Pete Sampras  | 7-5, 6-2, 6-0 |  |

### Finale en double (1)
| No | Date       | Nom et lieu du tournoi            | Catégorie    | Dotation  | Surface    | Partenaire                | Finalistes       | Score    |  |
| -- | ---------- | --------------------------------- | ------------ | --------- | ---------- | ------------------------- | ---------------- | -------- |  |
| 1  | 19-08-1996 | Waldbaum's Hamlet Cup Long Island | World Series | 225 000 $ | Dur (ext.) | Luke Jensen Murphy Jensen | Aleksandr Volkov | 6-3, 7-6 |  |